# Битва при Дециме
Битва при Де́циме — одно из ключевых сражений византийской-вандальской кампании, которая стала важной составляющей в политике возвращения территорий бывшей Западной Римской империи под контроль восточно-римского императора Юстиниана I. Сражение состоялось 13 сентября 533 года у 10-мильной (лат. Ad Decem) отметки Ад-Децим, в 16 километрах к югу от столицы Вандальского королевства — города Карфаген. Сражение закончилось победой византийских войск.

## Предыстория
Правивший в королевстве вандалов и аланов король Хильдерих осуществил разрыв со старой религией своего народа, арианством, став проводить политику, направленную на поддержку ортодоксального христианства. Первоначально это не вызвало каких-то нареканий у знати, и внутри государство оставалось стабильным. Для укрепления позиций новой религии король порвал отношения с остготским королевством и начал внешнеполитическое сближение с Восточной Римской империей. Он даже чеканил монету с портретом императора Юстина I, и фактически стал для него «клиентом». Однако внутри грелось сопротивление против такой политики. Кроме вандалов из числа, в частности, сторонников Гелимера, её противниками были готы с Амалафридой, вдовой предыдущего короля вандалов и сестрой короля остготов Теодориха. В начале 526 года она скончалась за решёткой, и король остготов принялся готовить поход против вандалов. Однако он скончался, и его наследник Аталарих и его опекун Амаласунта лишь письменно протестовали против деятельности короля. Вторжение остготов было предотвращено, и Хильдерих снарядил экспедицию против совершающих грабительские набеги берберов. Его преимущественно конные войска попали в засаду в горах и потерпели там полное поражение. Из-за этого берберы разграбили и сожгли города на восточном побережье королевства вандалов и аланов. Это поражение привело к активности со стороны внутренней оппозиции и заговору. Путч удался — Хильдериха заключили в тюрьму, и к власти пришёл последний король вандалов Гелимер, ставший проводить реакционную политику. Это привело к обострению отношений с Восточной Римской империей и началу войны.

## Подготовка
В северную Африку византийцы отправились морем, изначально планируя напасть на Карфаген. Но, значительно отклонившись от курса из-за попутного ветра и осознав, что железные ворота Мандракия, скорее всего, закрыты по приказу вандалов, Велизарий решил зайти с южного тыла столицы и подойти к ней с суши. Ромеи высадились на берегу моря в 200 км от Карфагена в начале сентября. Пользуясь поддержкой ностальгически настроенного православного духовенства, уставшего от притеснений вандалов-ариан, восточно-римские воины проникли в город Селект на телегах, смешавшись с толпой обывателей и торговцев.

## Ход битвы
Заручившись поддержкой местного епископа и старой римской знати, Велизарий двинулся на Карфаген. Вандалы начали собирать силы. Им не удалось переманить на свою сторону вождей гуннов, которым тщетно предлагались щедрые подарки. Городская верхушка и североафриканские купцы также встали на сторону византийцев. Византийской армией руководили полководец Велисарий и Иоанн Армянин, вандальским ополчением управлял Гелимер. Численное преимущество оказалось на стороне 15 000-й византийской армии. Гелимер разделил 11 000 своих воинов на три группы. Предполагалось, что сам Гелимер с конницей нападает с тыла, его брат Аммата — с фронта (из Карфагена), а его племянник Гибамунд с 2 тыс. воинов атакует с юга, прижав византийцев, двигающихся на север по узкой дороге, к морю. Но несогласованность действий вандальских военачальников привели к их поражению. Византийцы истолковали свою победу как благословение Св. Киприана, в канун дня которого и состоялось сражение. Вандалы пытались организовать и партизанское движение в западной части королевства, но битва при Трикамаре в декабре того же года покончила с этим сопротивлением.

## Последствия
Пытаясь привлечь на свою сторону население, Велизарий строго карал любые формы мародёрства. Поэтому, узнав о победе византийцев, 15 сентября 533 года жители Карфагена растворили перед ними ворота, сняв железную цепь, преграждавшую вход в мандракий Тунисского залива. Византийский флот вошёл в гавань. Началось восстановление разрушенных стен города. Сведения о битве оставил византийский летописец Прокопий Кесарийский, отметив, что «освобождение» Северной Африки византийцами было воспринято местным крестьянским населением отнюдь не с восторгом по понятным причинам: Юстиниан намеревался вернуть земли семьям бывших римских владельцев, восстановить классическую рабовладельческую систему и ввести упорядоченное налогообложение. Несмотря на то что в регионе местами сохранилось романоязычное население, уклад жизни в Северной Африке вновь стали определять автохтонные берберские племена.